# 諾沃澤羅湖
59°57′N 37°15′E / 59.950°N 37.250°E
諾沃澤羅湖是俄羅斯的湖泊，位於莫斯科以北400公里的沃洛格達州，面積12.3平方公里，流域面積130平方公里，海拔高度143米，該湖有多種魚類棲息。